# 曹漫之
曹漫之（1913年—1991年7月26日），原名曹元鹏，山东荣成人。历任中共胶东特委委员、黄县县长、华东政法学院副院长等职。

## 生平
1913年，曹漫之出生于山东省荣成县成山卫成山一村（今属荣成市成山镇），后在荣成县立第一高等小学读书，与后来的海军上将李耀文是同班同学。1931年，曹漫之高等小学毕业，并留校任教，经孙季周介绍加入中国共产党外围组织中国革命互济会。1932年4月，孙季周又介绍曹漫之加入中国共产党。同年6月，中共荣成县城里支部成立，曹漫之任书记。1933年，曹漫之到寻山所县立第六小学任教，建立了六小党支部。1934年，曹漫之成为荣成县民众教育馆夜校教员。1934年春，谷牧推荐曹漫之担任中共胶东特委巡视员，到海阳县盘古庄做政治交通员，负责将党中央文件传递给文登县城省立第七乡师的党组织。1935年11月29日，胶东特委发动了一一·四暴动，暴动失败后，曹漫之转移到威海、北平、青岛等地活动。
1936年6月，曹漫之从青岛返回荣成，与李耀文创立了“青年剧团”，排演抗日话剧向群众宣传抗日救国思想，创办《每日快报》向附近学校、村庄传播抗日新闻。1937年8月，中共荣成临时县委成立，曹漫之任书记。后来曹漫之在按照胶东特委的要求准备在荣成发动武装起义时被举报，遭县政府通缉的曹漫之离开荣成前往威海，参与了1938年1月15日的威海起义。1月18日，曹漫之、李耀文和林乎加发动了埠柳乡校起义，起义后率部到文登大水泊加入胶东特委成立的山东人民抗日救国军第三军。1938年2月，胶东特委书记理琪在雷神庙战斗中被日军击中伤重牺牲。3月，胶东特委在乳山马石店召开会议，曹漫之被推举为代理胶东特委书记兼山东人民抗日救国军第三军政治部主任。6月，王文被委任为胶东特委书记，曹漫之改任特委委员，兼任宣传部长和政府工作部长。8月13日，曹漫之创办的胶东特委机关报《大众报》出版。
1938年8月15日，胶东北海区行政督察专员公署在黄县成立，北海区专署辖蓬莱、黄县、掖县三县，是中国共产党在山东省创建的第一个专区级抗日民主政权，曹漫之任北海区专署专员兼黄县县长，同时任胶东北海区保安司令员兼政委。同年，经曹漫之倡议，北海区专署成立了山东省高等法院北海分院和北海银行。1938年8月，北海区专署在黄县县城原黄县县立中学校址创办了胶东公学，曹漫之兼任校长。1939年3月，日军进攻蓬黄掖抗日根据地，曹漫之率胶东区党政军领导机关的一部分东进建立了蓬黄战区，曹漫之任战区党政军委员会书记、指挥部政委，同时兼任中共北海特委书记。1940年9月，曹漫之率队将招远玲珑金矿所产的6000两黄金护送到中共中央山东分局驻地沂源。1941年1月，曹漫之任胶东区联合办事处行政委员会主任，后又任胶东区行政公署代理主任兼秘书长。1945年，曹漫之任胶东区行政公署主任。1947年3月8日，胶东区支前司令部在昌南县成立，曹漫之兼任司令员。
1948年，曹漫之调往中共中央华东局，在淮海前线政策研究室工作，主持起草了入城守则等文件。1949年5月，曹漫之被任命为上海市军事管制委员会政务接管委员会副主任，之后在上海市委、市政府工作，任上海市民政局局长等职。1949年11月4日，上海市人民防空委员会成立，曹漫之兼任副主任。1950年2月11日，防空委员会改为防空治安委员会，曹漫之仍兼任副主任。1951年6月，人民防空指挥部成立，曹漫之兼任第二副指挥员。1951年11月25日，曹漫之率警方封锁各家妓院，逮捕妓院老板，将妓女运往上海市妇女教养所进行妓女改造运动。1952年，曹漫之在“三反”运动中被开除党籍、撤销职务，从市委调到最高人民法院华东分院编纂室任研究员。同年，华东政法学院成立，曹漫之又被调去教授法学。1979年4月，上海市委撤销了1952年对曹漫之的处分决定，恢复了他的政治名誉和党籍。此后，曹漫之先后担任过上海市政协常务委员、华东政法学院副院长等职。
1991年7月26日，曹漫之病逝于上海，终年78岁。

## 书馆收藏
曹漫之爱好收藏书画。1962年，浙江省机关事务管理局和曹漫之商议用西泠印社收藏的鲁迅书法作品《悼丁君》交换了曹漫之收藏的徐渭书法作品《草书岑参诗轴》。《草书岑参诗轴》原为曹漫之用自藏的四张八大山人作品和二张石涛作品等八张古画从一位绍兴藏家那里交换来的。1963年，曹漫之将《草书岑参诗轴》赠给西泠印社。2011年5月，曹漫之夫人蔡志勇将《悼丁君》捐献给上海鲁迅纪念馆。2012年11月30日，华东政法大学60周年校庆时，曹漫之家属将上海鲁迅纪念馆给予的30万元奖金捐赠给学校设立曹漫之奖学金。

## 著作
- 曹漫之谈教育
- 唐律疏议译注.吉林人民出版社.2000